# Gustaf Stenmarck
Gustaf Edvard Stenmarck, född 31 december 1886 i Malmö Sankt Pauli församling, död 3 september 1969 i Slottsstadens församling i Malmö, var en svensk jurist.
Gustaf Stenmarck var son till byggmästaren Nils Stenmarck och Elna Andersson. Han avlade studentexamen i Malmö 1905, reservofficersexamen 1907 och blev juris kandidat vid Lunds universitet 1909. Efter tingstjänstgöring vid Västra Göinge domsaga 1909–1912 blev han polisnotarie vid rådhusrätten i Malmö 1913, assessor 1917 samt rådman 1932–1951. Han var ryttmästare i Kavalleriets reserv 1924–1951.
Olika förtroendeuppdrag ingick också i Stenmarcks gärning. Han var sekreterare i stadsfullmäktige 1919–1933, ledamot av direktionen för Malmö Allmänna Sjukhus 1922–1941 och Malmö Östra Sjukhus 1930–1941, kyrkofullmäktige 1934–1942 (vice ordförande där 1939–1942), ordförande i Malmö pensionsstyrelse och styrelsen för Malmö familjepensionskassa 1927–1941, styrelseordförande i Malmö sparbank Bikupan 1938–1957 (styrelseledamot 1922, vice ordförande 1929), Skånska sparbanksföreningen 1941–1957, Svenska sparbanksföreningen 1942–1953 (vice ordförande 1941), Malmö luftförsvarsförening 1935–1947, vice ordförande i styrelsen för Malmöhus läne civilsförsvarsförbund 1937–1955 och ledamot av RLSF:s AU 1939–1947. Han var hedersledamot i Malmös nation i Lund. Han skrev artiklar i svenska och utländska sparbankstidskrifter. Han hade också ett flertal utmärkelser.
Han gifte sig 1913 med Maria Bohmansson (1888–1987), dotter till regementsläkaren Magnus Bohmansson och Maria Thomée. De fick två döttrar: Marianne (född 1914) och Ingrid Stenmarck (född 1917).